# Typhlosion
Typhlosion (japanski: バクフーン Bakufūn) jedan je od 1025 fiktivnih vrsta Pokémona iz medijske franšize Pokémon, skupa Pokémon videoigara, animiranih serija, manga stripova, knjiga, igraćih karata i drugih medija kojima je tvorac Satoshi Tajiri. Svrha je Typhlosiona u videoigrama, animiranoj seriji i manga stripovima, kao i svrha ostalih Pokémona, borba s divljim Pokémonima – neukroćenim stvorenjima koje igrači i likovi pronalaze dok kreću na razne avanture – i pripitomljenim Pokémonima drugih Pokémon trenera.

## Etimologijaimena
Typhlosionovo ime ima više mogućih izvora. Ime bi moglo biti kombinacija engleskih riječi "typhoon" = tajfun, i "explosion" = eksplozija. Još jedna mogućnost bila bi da mu ime dolazi od engleskih riječi "Typhon" = Tifon, lik iz grčke mitologije, i "explosion". Mitovi kažu da je Tifon imao djecu sa ženom-čudovištem zvanom Ehidna. Echidna, kljunati ježak, je isto tako i vrsta životinje, a jer se Typhlosionov početni oblik, Cyndaquil, klasificira kao jež-Pokémon, ovo bi također moglo imati neku vrstu utjecaja na ime Typhlosion.
Njegovo je japansko ime vjerojatno krivi izgovor japanske riječi "bakufū" = udar eksplozije. Ime bi moglo biti dosjetka na japansku riječ "taifū" = tajfun.

## Pokédex podaci
- Pokémon Gold: Kada njegovo bjesnilo dosegne vrhunac, postaje toliko vruć da sve što dotakne pretvara se u pepeo.
- Pokémon Silver: Posjeduje tajnu i razarajuću tehniku.Trlja svoje usijano krzno kako bi izazvao ogromne eksplozije.
- Pokémon Crystal: Kada toplina njegova tijela počne usijavati zrak, ono ukazuje da je spreman za borbu.
- Pokémon Ruby/Sapphire: Typhlosion se obavija usijanom vatrenom maglom koju izaziva svojim intenzivno vrućim plamenovima. Ovaj Pokémon svojim napadima izaziva nevjerojatne eksplozije koje spaljuju sve što dotaknu.
- Pokémon Emerald: Typhlosion se obavija usijanom vatrenom maglom koju izaziva svojim intenzivno vrućim plamenovima. Ovaj Pokémon svojim napadima izaziva nevjerojatne eksplozije koje spaljuju sve što dotaknu.
- Pokémon FireRed: Posjeduje tajnu i razarajuću tehniku. Trlja svoje usijano krzno kako bi izazvao ogromne eksplozije.
- Pokémon LeafGreen: Kada njegovo bjesnilo dosegne vrhunac, postaje toliko vruć da sve što dotakne pretvara se u pepeo.
- Pokémon Diamond/Pearl: Napada koristeći se vatrenim eksplozijama. Stvara toplinske fatamorgane intenzivno vrućim plamenovima kako bi se kamuflirao.

## U videoigrama
Typhlosion je neprisutan u divljini unutar svih Pokémon videoigara. Jedini način dobivanja Typhlosiona jest razvijanje Quilave nakon dostizanja 36. razine. Quilava se zauzvrat razvija iz Cyndaquila, jednog od ponuđenih početnih Pokémona unutar igara Pokémon Gold i Silver te njihovih preinaka, Pokémon HeartGold i SoulSilver.

## Tehnike
| Prirodne tehnike                   | Prirodne tehnike | Prirodne tehnike |
| ---------------------------------- | ---------------- | ---------------- |
| Tehnika                            | Vrsta tehnike    | Razina           |
| Obaranje (Tackle)                  | Normalni         |                  |
| Opaki pogled (Leer)                | Normalni         |                  |
| Dimna zavjesa (SmokeScreen)        | Normalni         |                  |
| Žeravica (Ember)                   | Vatreni          |                  |
| Brzi napad (Quick Attack)          | Normalni         |                  |
| Plameni kotač (Flame Wheel)        | Vatreni          |                  |
| Obrambeno kovrčanje (Defense Curl) | Normalni         |                  |
| Brzi okret (Swift)                 | Normalni         |                  |
| Izljev lave (Lava Plume)           | Vatreni          |                  |
| Bacač plamena (Flamethrower)       | Vatreni          | 42               |
| Kotrljanje (Rollout)               | Kameni           | 46               |
| Dvostruka oštrica (Double-Edge)    | Normalni         | 53               |
| Erupcija (Eruption)                | Vatreni          | 57               |

## Statistike
| HP:      | 78  |  |
| Attack:  | 84  |  |
| Defense: | 78  |  |
| SpAtk:   | 109 |  |
| SpDef:   | 85  |  |
| Speed:   | 100 |  |

Statistika Special korištena je samo tijekom prve generacije; kasnije je podijeljenja na Special Attack i Special Defense statistike.

## U animiranoj seriji
Typhlosion je Jimmyjev partner u prve tri epizode Pokémon Kronika. Typhlosiona je koristio Flanneryin djed, Mr. Moore, tijekom borbe s Timom Raketa.